# 中澤卓也
中澤 卓也（なかざわ たくや、1995年〈平成7年〉10月3日 - ）は、日本の歌手、レーシングドライバー。新潟県長岡市出身。新潟県津南町ふるさと大使。新潟県長岡税務署e-Tax推進大使。身長178cm、血液型はA型。

## 経歴
長岡市立上川西小学校、長岡市立江陽中学校出身。
幼少期からモータースポーツに興味を持ち運転免許証を取得し、プロレーサーを目指して活動するも資金難により活動を断念する。その後高校進学前にはプロ歌手になることを意識しており、NSGグループの開志学園高等学校に進み、選択フィールド（選択科目）でボーカルを専攻するなど、専門的な勉強をはじめる。
2013年3月31日、高校卒業を前に地元の新潟県長岡市で開催された『NHKのど自慢』（NHK総合・ラジオ第1）に出場し、チャンピオンに選ばれる。この放送を見た日本クラウンからスカウトの電話を受け、作曲家の田尾将実に弟子入りし、その後、上京した。2015年に日本クラウン新人オーディションで準グランプリを獲得し、2017年1月18日に日本クラウンより『青いダイヤモンド』でメジャー・デビューした。
第50回日本有線大賞有線奨励賞、第59回日本レコード大賞新人賞、第32回日本ゴールドディスク大賞ベスト・演歌/歌謡曲ニューアーティスト賞、第41回松尾芸能賞新人賞などを受賞した。
アマチュア時代から多くの女性ファンの支持を得ており、2017年9月に赤坂BLITZでワンマン・コンサートを行っている。同年末には、第50回日本有線大賞有線奨励賞、第59回日本レコード大賞新人賞、第32回日本ゴールドディスク大賞ベスト・演歌/歌謡曲ニューアーティスト賞などを受賞した。
2019年、『ももいろ歌合戦』（BS日本・ニッポン放送・ABEMA等）に初出場した。
2020年、演歌・歌謡曲歌手としては史上3人目となる「第41回松尾芸能賞」新人賞を受賞した。同年2月、「新潟県長岡税務署e-Tax推進大使」に任命された。BS朝日『人生、歌がある』の司会に抜擢された（五木ひろし、布施明に続く三代目MC）。BS日テレ「新・3人の歌仲間 with DAM CHANNEL演歌」の4代目MCに就任した。10月、「日本作曲家協会音楽祭・奨励賞」を受賞した。
2021年10月をもって、日本クラウンとの契約を終了した。
2023年7月27日、かねてより交際を続けていた歌手の西田あいと、前日にあたる7月26日に結婚したことをSNSで報告した。

## レース活動
2020年2月より、自身の公式Youtubeチャンネルでモータースポーツを紹介するコンテンツの投稿を開始した。これをきっかけに幼少のころからの夢であったレーサーを再び目指すべくレース活動を再開した。

### 2023年
- 4月2日、富士スピードウェイで開催された「富士86BRZチャレンジカップ」レースにチーム・アイブローズよりドライバーとして参戦し、決勝レースで1位を獲得した。自身サーキットでのデビューとなる同レースで初優勝を飾った。[15][16]

- 5月13日、富士スピードウェイで行われた2023年富士チャンピオンレースVITA（FCR-VITA）第1戦に出場。決勝レースにおいて31台中13位で完走した。[17][18]

- 7月22日、富士スピードウェイで開催された「MEC120 耐久レースシリーズ Rd.2（FCR-VITA 第2戦）」に「VITA プロ×アマ」クラスで「武藤英紀」と共に参戦した。決勝レースで総合25位、クラス順位6位で完走した。[19]

- 9月23日、富士スピードウェイで行われた2023年富士チャンピオンレース第4戦・FCR-VITA Round 3に出場し、予選2位、決勝レースにおいて41台中7位で完走した。[20][21]

- 10月7日、富士スピードウェイで開催された「富士86BRZチャレンジカップ第4戦」にチーム・アイブローズよりドライバーとして参戦。コースレコード（1'59.036）[22]をマークし予選1位、決勝レースで優勝した。[23][24][25]

- 10月15日、スポーツランドSUGOで行われた「2023 SUGOチャンピオンカップレースシリーズ Rd.4  N-ONE OWNER'S CUP Rd.10」にアウティスタのチームよりドライバーとして参戦。決勝レースでFastest Lap：2'14.105をマークし、2位を獲得。[26][27][28]

- 11月25日、富士スピードウェイでのFCR-VITA Round 4に出場。予選10位（ペナルティにより決勝スタートは14番グリッド）[29]、決勝レースにおいて40台中8位で完走した。[30]

### 2024年
- 4月13日-14日に渡り富士スピードウェイで行われた「2024 富士チャンピオンレースシリーズ第１戦：BMW＆MINI Racing Round.1」[31]に『EPM RACING TEAM[32]』からCPSクラスに出場。13日の予選で3位[33]。14日は決勝レース(RACE1)と決勝レース(RACE2)に出走し、共に2位の成績を獲得した。[34][35][36]

- 5月11日、12日に鈴鹿サーキットで開催された「2024鈴鹿クラブマンレース Round2：BMW＆MINI Racing.2024 Round.2 SUZUKA CIRCUIT – Supported by 三洋自動車」において、CPSクラスに参戦。予選ではCPSクラス中6位となるも、決勝の第3戦、第4戦ともに1位で優勝した。決勝でのベストラップタイムは第3戦：2'37.502[37]、第4戦：2'37.220[38]で、ともにトップタイムを記録した。[39][40]

- 6月29日、30日、岡山国際サーキットで開催された「2024 OKAYAMAチャレンジカップレース第5戦：BMW＆MINI Racing.2024 Round.3」のCPSクラスに参戦。予選2位[41]。Race5決勝にて優勝[42]。Race6決勝は4位[43]。ベストラップタイムはRace5：1'55.803。[44]

- 7月20日、21日、スポーツランドSUGOで開催された「2024 SUGO チャンピオンカップレースシリーズ Round4：BMW & MINI Racing. 2024 Round.4」[45]のCPSクラスに参戦。予選1位[46]。Race7決勝にて優勝[47]。Race8決勝は2位[48]。

- 10月５日、６日、富士スピードウェイで行われた「Inter Proto Series POWERD BY Keeper & KYOJO CUP Round 5：BMW&MINI Racing Rd.5」[49]のCPSクラスに出場。5日の予選で2位[50]。6日の決勝レース(Race-9)と決勝レース(Race-10)に出走し、両レース共に優勝。自身初の2連勝を飾った。ベストラップタイムはRace10：2'08.575。[51][52]

- 11月23日、24日、モビリティリゾートもてぎで行われた「2024もてぎチャンピオンカップレース第5戦：BMW&MINI Racing 2024  Rd.6」のCPSクラスに出場[53]。23日の予選で2位。24日の決勝レース(Race-11)と決勝レース(Race-12)に出走し、両レース共に2位でシリーズ最終戦を終えた。[54][55]

### 2025年
- 3月16日、富士スピードウェイで行われた「2025 富士チャンピオンレースシリーズ第１戦：BMW＆MINI Racing Round.1」のBMW M2 CS Racing Series[56]に初参戦。決勝レース(RACE1)で3位、決勝レース(RACE2)にて優勝した。[57][58][59]
- 5月10日、11日に鈴鹿サーキットで開催された「2025 SUZUKA CHAMPION CUP RACE Round 2：BMW & MINI Racing 2025 Round 2 SUZUKA CIRCUIT Supported by 三洋自動車」において、M2CS Racing Seriesに参戦[60]。予選２位[61]。決勝レース(第3戦)で3位、決勝レース(第4戦)ではレギュレーションのBoPで30馬力ダウンのハンディが課された中、優勝した。[62][63][64]
- 6月21日、22日に岡山国際サーキットにて行われた「2025 全日本スーパーフォーミュラ・ライツ選手権　BMW & MINI Racing 2025 Round 3」において、予選3位[65]。決勝Race.5、Race.6はともに接触によりリタイアとなった。[66][67]

## ディスコグラフィ

### シングル
| #  | 発売日         | 曲順 | タイトル                     | 作詞                        | 作曲              | 編曲              | オリコン 最高位 | 規格品番                          |
| -- | -------------- | ---- | ---------------------------- | --------------------------- | ----------------- | ----------------- | --------------- | --------------------------------- |
| 1  | 2017年1月18日  | 01   | 青いダイヤモンド             | 田久保真見                  | 田尾将実          | 川口真            | 53位            | CRCN-8018 （カセット：CRSN-8018） |
| 1  | 2017年1月18日  | 02   | 黄昏に                       | 田久保真見                  | 田尾将実          | 南郷達也          | 53位            | CRCN-8018 （カセット：CRSN-8018） |
| 2  | 2017年11月29日 | 01   | 彼岸花の咲く頃               | いで はく                   | 田尾将実          | 若草恵            | 40位            | CRCN-8104 （カセット：CRSN-8104） |
| 2  | 2017年11月29日 | 02   | 心変わり                     | 田久保真見                  | 田尾将実          | 南郷達也          | 40位            | CRCN-8104 （カセット：CRSN-8104） |
| 3  | 2018年7月25日  | 01   | 冬の蝶                       | 田久保真見                  | 田尾将実          | 若草恵            | 33位            | CRCN-8168                         |
| 3  | 2018年7月25日  | 02   | いつまでも どこまでも        | いで はく                   | 田尾将実          | 若草恵            | 33位            | CRCN-8168                         |
| 4  | 2019年2月27日  | 01   | 茜色の恋                     | いで はく                   | 田尾将実          | 丸山雅仁          | 16位            | CRCN-8226 （タイプA）             |
| 4  | 2019年2月27日  | 02   | 東京タワー                   | 田久保真見                  | 田尾将実          | 矢野立美          | 16位            | CRCN-8226 （タイプA）             |
| 4  | 2019年2月27日  | 02   | ゆびきり                     | 田久保真見                  | 川村結花          | Darjeeling        | 16位            | CRCN-8227 （タイプB）             |
| 4  | 2019年7月17日  | 02   | 愛する君へ                   | いで はく                   | 田尾将実          | 石倉重信          | 16位            | CRCN-8261 （タイプC）             |
| 5  | 2020年1月15日  | 01   | 北のたずね人                 | 石原信一                    | 田尾将実          | 伊戸のりお        | 10位            | CRCN-8300 （タイプA）             |
| 5  | 2020年1月15日  | 02   | 俺の愛だから                 | 石原信一                    | 田尾将実          | 伊戸のりお        | 10位            | CRCN-8300 （タイプA）             |
| 5  | 2020年1月15日  | 02   | 光と影の天秤                 | 田久保真見                  | 田尾将実          | 若草恵            | 10位            | CRCN-8301 （タイプB）             |
| 5  | 2020年6月3日   | 02   | 江の島セニョリータ           | 堀越そのえ                  | 田尾将実          | 伊戸のりお        | 10位            | CRCN-8336 （タイプC）             |
| 5  | 2020年6月3日   | 02   | 長岡大花火音頭               | 富永久男 補作詩：深尾須磨子 | 島津伸男          | Deep寿            | 10位            | CRCN-8337 （タイプD）             |
| 5  | 2020年8月5日   | 02   | ありがとう あなたへ          | 里実徹也                    | 田尾将実          | Deep寿            | 10位            | CRCN-8351 （タイプE）             |
| 6  | 2021年1月6日   | 01   | 約束                         | 石原信一                    | 田尾将実          | 坂本昌之          | 9位             | CRCN-8376 （タイプA）             |
| 6  | 2021年1月6日   | 02   | 泣かせたいひと               | 田久保真見                  | 田尾将実          | 坂本昌之          | 9位             | CRCN-8376 （タイプA）             |
| 6  | 2021年1月6日   | 02   | 青山レイニーナイト           | 堀越そのえ                  | 田尾将実          | 矢野立美          | 9位             | CRCN-8377 （タイプB）             |
| 6  | 2021年6月2日   | 02   | Summer Dreamer               | 中澤卓也                    | 田尾将実          | 坂本昌之          | 9位             | CRCN-8404 （タイプC）             |
| 6  | 2021年6月2日   | 02   | Memory                       | 中澤卓也                    | 田尾将実          | 坂本昌之          | 9位             | CRCN-8405 （タイプD）             |
| 7  | 2022年9月28日  | 01   | 陽はまた昇る                 | 中澤卓也                    | 菊池真義 幡宮航太 | 菊池真義 幡宮航太 | 13位            | OPCN-0001/2 （CD+DVD）            |
| 7  | 2022年9月28日  | 02   | しあわせの在り処             | 中澤卓也                    | 菊池真義 幡宮航太 | 菊池真義 幡宮航太 | 13位            | OPCN-0001/2 （CD+DVD）            |
| 7  | 2024年2月14日  | 02   | Love Letter～弾き語り Ver.～ | 中澤卓也                    | 中澤卓也          | 中澤卓也          | 13位            | OPCN-0004 （タイプB）             |
| ８ | 2025年1月15日  | 01   | 青い空の下                   | 石原信一                    | 田尾将実          | 井上鑑            |                 | OPCN-0005                         |
| ８ | 2025年1月15日  | 02   | 歌旅～ウタタビ～             | 中澤卓也                    | 中澤卓也          | 幡宮航太          |                 | OPCN-0005                         |

補足
- レーベル　#1～#6：日本クラウン、#7～：タクミレコード

### オリジナル・アルバム
| 枚  | 発売日       | タイトル   | 規格品番   | オリコン 最高位 |
| --- | ------------ | ---------- | ---------- | --------------- |
| 1st | 2020年8月5日 | 歩み Part1 | CRCN-41344 | 34位            |

### カバー・アルバム
| 枚  | 発売日        | タイトル                                     | 規格品番   | オリコン 最高位 |
| --- | ------------- | -------------------------------------------- | ---------- | --------------- |
| 1st | 2017年9月20日 | 繋ぐ Vol.1 〜カバー・ソングス 7つの歌心〜    | CRCN-20436 | 134位           |
| 2nd | 2019年12月4日 | 繋ぐ Vol.2 〜カバー・ソングス NO BORDER〜    | CRCN-20464 | 110位           |
| 3rd | 2021年8月4日  | 繋ぐ Vol.3 ～カバー・ソングス III Elements～ | CRCN-20475 | 48位            |

### コンサートDVD
| 枚  | 発売日        | タイトル                                                           | 規格品番 | オリコン 最高位 |
| --- | ------------- | ------------------------------------------------------------------ | -------- | --------------- |
| 1st | 2018年1月10日 | 中澤卓也 コンサート in 赤坂BLITZ 〜赤坂にサカス歌の華たち〜        | CRBN-63  | 圈外            |
| 2nd | 2019年2月6日  | 中澤卓也 コンサート2018 〜赤坂にサカス歌の華たち、明日に向かって〜 | CRBN-73  | 56位            |
| 3rd | 2019年9月25日 | 中澤卓也 コンサート2019 〜故郷から全国へ〜                         | CRBN-83  | 36位            |
| 4th | 2020年1月15日 | 中澤卓也 コンサート2019 〜令和の幕開け、新たな世界を切り拓く〜     | CRBN-87  | 20位            |
| 5th | 2021年9月8日  | 中澤卓也コンサートツアー2021～約束～                               | CRBN-99  | 14位            |

### MV集
| 1st | 2021年1月6日 | 中澤卓也 MV ALBUM VOL.1 ～2020年の足跡と副音声を添えて～ | CRBN-94 | 9位 |

## 出演

### テレビ番組
- 土曜ランチTV なじラテ。（2018年4月 -2022年1月 、新潟放送） - 「中澤卓也の手を握っていいですか?」リポーター
- WOWOW PLUS MUSIC -深夜1時の音楽タイム- （2018年11月 -2019年1月、歌謡ポップスチャンネル）  - 土曜レギュラー
- パクタクおたすけ隊（2019年11月 - 、チャンネル銀河）レギュラー出演
- ももいろ歌合戦（2019年12月31日、BS日本・ニッポン放送・ABEMA）
- 人生、歌がある（2020年4月4日 - 2021年10月[2]、BS朝日）番組MC
- DAM Channel演歌（2020年10月-2021年10月、CS日テレ）番組MC

### ラジオ番組
- イマうた（2018年4月2日 - 2019年9月、ラジオ大阪） - 月曜パーソナリティ
  - いいね!イマうた 中澤卓也です!（2019年9月30日 - 2021年11月、ラジオ大阪）
- 中澤卓也のMUSIC HOUR!（2018年4月8日 - 2022年4月9日[69]、BSNラジオ） - 土曜パーソナリティ
- 26時の歌謡曲（2019年10月 - 2021年3月、東海ラジオ） - 火曜日パーソナリティ
- 中澤卓也のミッドナイトピットイン（2021年4月 - 2021年11月、東海ラジオ）

### CM
- スポット「ピアレマート」（2018年5月 - ）